# Montesano
Montesano is een plaats (city) in de Amerikaanse staat Washington, en valt bestuurlijk gezien onder Grays Harbor County.

## Demografie
Bij de volkstelling in 2000 werd het aantal inwoners vastgesteld op 3312.
In 2006 is het aantal inwoners door het United States Census Bureau geschat op 3525, een stijging van 213 (6.4%).

## Geografie
Volgens het United States Census Bureau beslaat de plaats een oppervlakte van
27,0 km², waarvan 26,8 km² land en 0,2 km² water. Montesano ligt op ongeveer 14 m boven zeeniveau.

## Plaatsen in de nabije omgeving
De onderstaande figuur toont nabijgelegen plaatsen in een straal van 16 km rond Montesano.